# Puerto Escondido
Puerto Escondido é uma cidade localizada no estado de Oaxaca, no México, a 290 quilômetros do capital, Oaxaca de Juárez. 

## População
45.488 habitantes. aqueles que mostram que um crescimento rápido devido à incorporação dos localities neighboring devido ao crescimento grande que experimentam e à migração dos estrangeiros ao imvertir ou para aposentar 

## Línguas
o espanhol é a língua do uso comum mas ser um centro tourist frequenta o inglês e com o uso menor francês, alemão, italiano, e alguns falam o chatino e o zapoteco.

## Historia
O livro “história de Oaxaca” fala dos seaports com o aquele que conta este estado bonito, mentions escondido como um mas importantes e ao o fazer fala aproximadamente sem um porto de Escondido da dúvida, cujo nome precedente seja baía do escondido, de acordo com dizem-nos uma legenda fantástica em 1939 umas ocorridas para saber que a 6 milhas ao leste de pedra branco é a boca do rio de Manialtepec, de que há algumas cabines e uma milha dentro de uma cidade pequena. Da pedra branca a costa recorre para o E 16 milhas aos penhascos no lado oposto à baía de Escondido. ““Baía de Escondido isto situado entre penhascos rochosos, com uma altura de 50 em 100 pés (entre 15 e 30 ms) e em extremidade de Escondido; esta abertura para ventos do S. do W., mas é um anchorage excelente para todos ventos restantes. A população da baía de Escodida isto situado ao N. Em uma praia onde o disembarkation não seja difícil. Há os costumes, seção dependente dos costumes do Puerto Angel

## Lenda da escondida
A lenda diz esse o pirata ferocious Andrés Drake, irmão do capitão famoso Francis Drake assim que temido nas águas turbulentas do mar do Cararibe, procuradas uma vez que seu barco a vela em um lugar calmo da água perto de uma baía pequena vacated totalmente, ao lado da boca do rio de Colotepec, para descansar aproximadamente três ou quatro dias sem nenhum perigo, mas sem deixar observa o oceano grande prestando atenção sempre à passagem de alguma embarcação espanhola, para assaltá-la e talvez para adicioná-la sua frota, matando a todo o grupo naturalmente. 
As semanas antes, tinham sequestrado a uma e são mixteca novo contíguo na cidade de Santa Maria Huatulco e tiveram o prisioneiro, sob a monitoração estrita., em um negligence de seus detetores o lucro da menina excepto da cabine Drake do comandante em onde a tiveram fechada e como ela as foram nadadora muito bom, mim emitem ao mar sem nenhum titubeo, obtendo rapidamente a praia para funcionar logo e para esconder nas florestas próximas dos selváticos onde os piratas nunca poderiam a encontrar. 
Mais tarde ao falar aproximadamente ao mixteca bonito da pessoa nova, os piratas em vez de o chamar Josefa que era seu nome, eles o mencionaram gostar “do escondido” e sempre que retornou à barra do rio que de Colotepec requisitou que a procuraram, mas por mais esforços do que eles, nunca encontrado a razão porque essa baía calma eles começou a mencionar como a “baía escondido”, mesma que mais tarde eu me torno e ao porto de Escondido da data está chamado

## Economia
A economia do lugar é baseada no tourism e a pesca conta em um anchorage de barcos pescando e os cocos das autoridades de um porto, papayas, punhos, melancias são cultivados 

## Infraestrutura
Porto de Escondido conta em pouca versatilidade comum, onde encontra-se tanto hotéis de quatro estrelas quanto as cabines cosy onde o visitante apreciará férias totalmente rusticas. O mesmos acontece com o alimento típico da costa que pode ser servido em diferentes lugares. Existe uma variedade de estilos de restaurantes, onde pode-se apreciar de alimentos da época Pré-Hispânica 
a requintada cozinha internacional.

## Turismo
O turismo é parte fundamental da economia de Puerto Escondido, que é conhecido por suas praias deslumbrantes, que atraem surfistas de todo o mundo. As ondas fortes de Zicatela são perfeitas para os mais experientes, enquanto Playa Principal e Playa Marinero oferecem águas mais calmas para quem busca relaxar.
Além do surf, Puerto Escondido oferece diversas outras atividades aquáticas, como stand-up paddle, snorkeling e mergulho.
O centro histórico da cidade, conhecido como El Adoquín, é um ótimo lugar para conhecer a cultura local. Lá, você encontra lojas de artesanato, bares, restaurantes e lanchonetes.
Para quem busca uma experiência mais relaxante, a Lagoa de Manialtepec oferece um espetáculo único de bioluminescência à noite.
As principais atrações turísticas de Puerto Escondido são:
- Praias: As praias de Zicatela, Carrizalillo e Puerto Angelito são famosas por suas águas cristalinas e são perfeitas para atividades como surfe, mergulho e natação.
- Laguna de Manialtepec: Uma lagoa de água salgada cercada por manguezais, onde você pode experimentar o fenômeno da bioluminescência durante a noite.
- La Punta: Um ponto turístico ideal para quem busca um ambiente mais tranquilo, com excelentes restaurantes e bares à beira-mar.
- Mercado Benito Juárez: Um mercado local vibrante onde você pode experimentar a culinária regional e comprar artesanatos. [1]